# 野口正章
野口正章（のぐち まさあき、嘉永2年（1849年） - 大正10年（1921年）11月）は、明治維新期の近江商人・実業家。『十一屋』主人、日本初の市販国産ビールを作った。

## 生涯
野口正章は、滋賀県蒲生郡綺田村（後の桜川村、現東近江市綺田町）で造酒業を営む十一屋の跡取りとして誕生した。父である野口正忠は美術愛好家で漢詩家、柿村と号し近江・京の多くの文人と親交厚く、富岡鉄斎は正忠との交遊から長く野口家に居候をしていた。正章も父の影響を受け関西南画壇の重鎮である日根対山に師事し、絵画を学んでいた。明治10年（1877年）、画業を通じ予てより野口家と親交があり、また師（日根対山）を同じくする小蘋こと松村親と結婚し、翌年に娘の郁子（後に小蕙と号す）が生まれた。十一屋は山梨県甲府に店を持ち、正章は滋賀と山梨を往来した。なお、洋画家野口謙蔵は正章の甥にあたる。
正章は、子供の頃から舶来の文物に興味を持ち『舶来狂い』とまで呼ばれ、代々酒造業を営んでいたことから自然麦酒（ビール）に興味を持っていた。そこで、京都に在住していた外人に必要な機械器具を発注し、明治5年（1872年）横浜在住のアメリカ人コープランドを招聘し、コープランドと弟子の村田吉五郎が指導しビール醸造に着手した。コープランドは横浜で在留外国人や上海への輸出を目的に、既にビール醸造を行っていた。
明治6年（1873年）日本人による国産ビールとして『三ツ鱗』印を商標とする『三ツ鱗ビール』が誕生した。三ツ鱗は、当時輸入ビール『バスビール』が一ツ鱗であったことから、野田家の定紋三つ柏を合わせて作ったとされる。明治7年（1874年）4月、当時の山梨県令藤村紫朗より大蔵省に対して麦酒（ビール）醸造に係る伺い書が提出され、売り出しの許可を得た。明治8年（1875年）頃より三ツ鱗ビールは東京で販売を開始した。ビールに関して正章は『明治の初年、山梨県産の葡萄を用いて葡萄酒製造を藤村紫朗県令に申し出たところ、県の勧業課で葡萄酒試醸の計画がある。今や麦酒の輸入も年ごとに増えその額数十万円に達し、必ず将来麦酒は国産となるだろうから試みてはどうか』と言われ、醸造を始めたと語っている。
また、製造に当たって『山梨県産大麦を用い、ホップは当初ドイツ産を用い、後に山梨の自生ホップを用いたが腐敗続出し、結果ドイツ産ホップを用いるしかなかった。』、販売においては『東京・横浜方面に出荷したが、英国産バスビールが市場を押さえ、中々入りこむことが難しく。また、100箱200箱をだまし取られ、東京日本橋に販売店を出し、若干販売が好転した』と正章は、ビール製造とその後の販売に係る苦心を語っている。なお、味についてドイツ人ヒルゲンドルフは『風味高く、頗る淡麗』と評していた。
三ツ鱗ビールは明治8年（1875年）京都で開かれた博覧会に出品され銅賞牌を授与された。しかし、その後も収支改善は果たされず明治15年（1882年）ビール醸造を中止し、正章は家業から引退し妻子と共に東京に移住した。家業は弟が継ぎ、暫くしてビール醸造を再開したが、明治34年（1901年）3月の新麦酒税実施により完全撤退した。正章一家は東京・兵庫で暮らした後、大正6年（1917年）妻に先立たれ同11年（1921年）11月東京麹町区内幸町（現東京都千代田区内幸町）で死去した。正章が作った三ツ鱗ビールは日本人による国産最古の市販ビールとされ、事業自体は失敗したが、横山助次郎を始め優秀なビール技師を育成した。